# Rudolf Rosemann

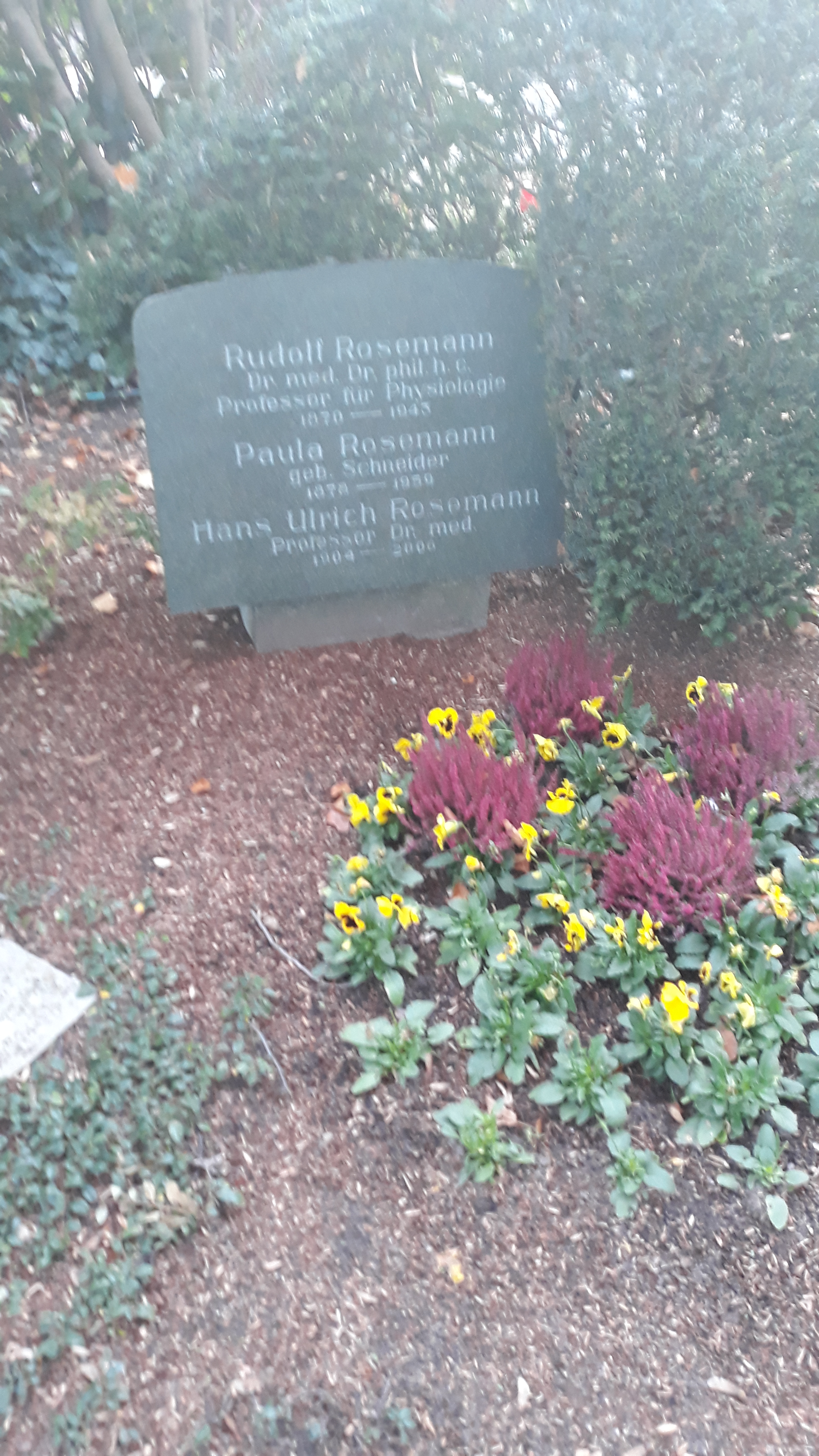
Das Familiengrab von Rudolf Rosemann, Ehefrau Paula und Sohn Hans-Ulrich auf dem Zentralfriedhof Münster.

Rudolf Robert Albert Rosemann (* 17. Oktober 1870 in Berlin; † 14. März 1943 in Münster) war ein deutscher Physiologe.

## Familie
Rudolf Rosemann hat vier Kinder, u. a. Walther, Mathematiker; Heinz Rudolf, Kunsthistoriker; Hans-Ulrich, Physiologe.

## Leben und Wirken
Rudolf Rosemann studierte Medizin in Greifswald und München, legte in Greifswald das medizinische Staatsexamen ab und wurde dort promoviert zum Dr. med. Er war Assistent zunächst bei dem Pharmakologen Hugo Schulz und dann am Physiologischen Institut unter Leonard Landois. Dort habilitierte er sich für das Fachgebiet Physiologie. Im Januar 1902 wurde ihm der Titel Professor verliehen. Im WS 1902/03 leitete er in Vertretung das Institut, da Leonard Landois erkrankt war und dann im November starb. Im SS 1903 ging Rosemann als Assistent zu Eduard Pflüger nach Bonn, der Max Bleibtreu als Nachfolger von Landois vorgeschlagen hatte.
Im Oktober 1904 folgte Rosemann einem Ruf als außerordentlicher Professor an die Philosophische und Naturwissenschaftliche Fakultät der Universität Münster. Dort baute er das Institut für Physiologie auf, ab 1906 als dessen Direktor und zunächst als persönlicher, dann ab 1910 als planmäßiger Ordinarius für Physiologie. 1914/15 war er Dekan der Philosophischen und Naturwissenschaftlichen Fakultät, 1921/22 Rektor der Universität Münster. In schwierigen Zeiten leistete er langwierige Vorarbeiten zum Aufbau der Medizinischen Fakultät, deren Gründung schließlich 1925 erfolgte. Er wechselte in die neu entstandene Fakultät und wurde ihr erster Dekan. In diesem Zusammenhang würdigte die Philosophische und Naturwissenschaftliche Fakultät seine Verdienste um die Entwicklung der Universität Münster mit der Verleihung des Dr. phil. h. c. 1935 wurde er von seinen amtlichen Verpflichtungen entbunden, nahm aber bis zu seiner Emeritierung 1937 die Professur für Physiologie sowie die Leitung des Institutes vertretungsweise wahr.
Zahlreiche Veröffentlichungen, Weber (Königsberg) zählt über 70, zeugen von seinen vielseitigen Interessen. Sie alle überragend steht jedoch am bedeutendsten im Vordergrund das seinerzeit weitverbreitete, kurz als „Landois-Rosemann“ bekannte „Lehrbuch der Physiologie“, das bei aller Gründlichkeit stets die Belangen der praktischen Medizin berücksichtigte. Sein Lehrer Landois hatte dieses Standardwerk begründet, Rudolf Rosemann führte es fort wie nach ihm dann auch sein Sohn Hans-Ulrich. Diese Sammlung physiologischen Wissens verfolgte durchgängig den Anspruch, das Fachgebiet in übersichtlicher Gliederung und differenzierter Gestaltung einschließlich der neuesten wissenschaftlichen Erkenntnisse in treffenden Formulierungen präzise und klar verständlich darzustellen. Als Lehrbuch begleitete es die Studierenden und war als umfassendes Kompendium in nahezu jeder ärztlichen Praxis ständig greifbar zu finden. Über fast vier Jahrzehnte bearbeitete Rudolf Rosemann „mit einer seltenen Klarheit der Darstellung und einer bewundernswerten sprachlichen und inhaltlichen Genauigkeit“ vierzehn Auflagen, die in den Jahren 1905 bis 1943 erschienen. Das Buch wurde in sieben Sprachen übersetzt, in denen es bis zu sechs Auflagen erlebte.

## Publikationen
Eine umfangreiche Liste der Einzelveröffentlichungen bietet das unten angegebene „Poggendorffs biographisch-literarisches Handwörterbuch“ von 1938.
- Leonard Landois (Begründer), Rudolf Rosemann (Bearbeiter): Landois-Rosemann, Lehrbuch der Physiologie des Menschen mit besonderer Berücksichtigung der praktischen Medizin. 11.–24. Auflage. Urban & Schwarzenberg, Berlin/Wien.